# اندیس سنگ صیات۱
سنگ صیات۱ یک اندیس فلزی است که در حوالی شهر بردسیر استان کرمان قرار دارد و مادهٔ معدنی موجود در آن، مس است.  